# André Aschieri
Pour les articles homonymes, voir Aschieri.
André Aschieri, né le 8 mars 1937 à Mouans-Sartoux (Alpes-Maritimes) et mort le 5 décembre 2021 dans la même ville,, est un homme politique français.
Maire de Mouans-Sartoux de 1974 à 2015, député de la 9e circonscription des Alpes-Maritimes de 1997 à 2002, vice-président du conseil régional de Provence-Alpes-Côte d'Azur de 2004 à 2015, il est le créateur de l'Agence française de sécurité sanitaire de l’environnement et du travail (AFSSET) et membre du « Grenelle de l'environnement ».

## Biographie
Après avoir effectué son service militaire en Algérie de 1960 à 1962, André Aschieri se marie et a un enfant. Il entame une carrière de professeur de mathématiques en collège.
Il est d'abord élu conseiller municipal de Mouans-Sartoux aux élections municipales de 1971. Il en devient maire en décembre 1974 lorsque son prédécesseur démissionne à la suite du vaste projet de construction sur la commune de logements sociaux par la ville de Cannes. Depuis 1977, il a toujours été largement réélu au premier tour, dont une fois avec 100 % des voix. À ce titre, il siège à la communauté d'agglomération Pôle Azur Provence dont il est vice-président depuis sa création en 2001.
À la fin des années 1980 et jusqu'à son abandon à la fin des années 1990, il est l'un des leaders du combat contre le projet de l'A8 bis (doublement de l'autoroute A8 passant à travers le moyen-pays grassois et vençois). Dans les années 1990, il s'oppose à un grand projet immobilier sur la basse vallée de la Siagne et contribue largement à la réouverture de la ligne ferroviaire Cannes-Grasse par la région Provence Alpes Côte d'Azur dirigée par l'union de la gauche de Michel Vauzelle.
Il est élu conseiller régional à la tête d’une liste  départementale d’union des écologistes, le 22 mars 1992. Conformément à l’engagement pris par les candidats écologistes en 1992 (selon le principe de rotation qui a été également appliqué par les Verts allemands ou autrichiens), il démissionne de son siège de conseiller régional en 1995, pour le céder à son suivant de liste.
Élu député de la neuvième circonscription des Alpes-Maritimes le 1er juin 1997 face à un candidat FN, avec le soutien du Parti socialiste et des Verts, il est alors apparenté au groupe des Verts.
Créateur de l'Agence française de sécurité sanitaire de l’environnement et du travail (AFSSET), à l’initiative de la création de l'Établissement français du sang (EFS) et de l'Institut de radioprotection et de sûreté nucléaire (IRSN), il est vice-président de l’AFSSET depuis novembre 2003. Il s'intéresse alors plus particulièrement aux impacts des produits chimiques sur la santé et sur l'environnement ainsi qu'aux effets des rayonnements électro-magnétiques. Il se heurte alors à un certain nombre de lobbys.
En 2002, il échoue à conserver son siège de député, battu sur le fil, au second tour par la candidate UMP Michèle Tabarot.
Élu conseiller régional en 2004, il fait partie du groupe « Socialistes, Radicaux, Citoyens ». Il participe activement à la création du futur parc naturel régional des Préalpes d'Azur. Lors des élections régionales de 2010, il est tête de liste départementale dans les Alpes-Maritimes sur la liste Europe Écologie menée par Laurence Vichnievsky en Provence-Alpes-Côte-d'Azur et obtient 12,6 % des voix. En 3e position de la liste fusionnée de la gauche, il est réélu conseiller régional le 21 mars 2010 et devient 7e vice-président de la région chargé du foncier et du logement. Pour mieux se consacrer à cette nouvelle tache, il démissionne du poste de vice-président de la communauté d'agglomération Pôle Azur Provence.
André Aschieri est en revanche à nouveau battu en 2007 aux élections législatives par Michèle Tabarot qui l'emporte dès le premier tour. Pour les élections européennes de 2009, il accepte de figurer en 4e position sur la liste Europe Écologie de la circonscription Sud-Est pour « tirer » la liste, mais il ne sera pas élu, celle-ci n'obtenant que trois sièges.
En 2012, il est candidat (soutenu par la majorité présidentielle) à la députation sur la nouvelle deuxième circonscription des Alpes-Maritimes qui regroupe le moyen-pays grassois et vençois, la vallée de l'Estéron et la haute vallée du Var. Avec 28,72 % des suffrages exprimés, il se qualifie pour le second tour face à Charles-Ange Ginésy. Il est battu au second tour avec 46,7 % des voix contre 53,3 % à son adversaire UMP.
Pour les élections municipales de 2014, il est candidat à un 8e mandat. Il est réélu avec 70,41 % des voix. Il devient vice-président de la nouvelle  Communauté d'agglomération du Pays de Grasse
En mai 2015 il annonce, pour raison de santé, sa démission de sa fonction de maire qu'il occupait depuis 41 ans. Il reste néanmoins conseiller municipal et communautaire. Le fait que ce soit son fils, Pierre Aschieri, qui lui ait succédé dans le fauteuil de maire pendant sa maladie a souvent été perçu comme un rare faux-pas, alors que de tous bords, il avait souvent été donné en exemple[réf. nécessaire]. Lors des élections municipales du 15 mars 2020, Pierre Aschieri est confirmé par les électeurs en obtenant 76,86 % des voix.
Il est l'auteur de plusieurs livres sur la sécurité sanitaire environnementale et d'un rapport parlementaire sur ce sujet, lequel est à l'origine de la création de l'Agence française de sécurité sanitaire de l’environnement et du travail (AFSSET).

## Mandats électifs

### Mandats locaux
- 1971-1974 : conseiller municipal de Mouans-Sartoux
- 1974-2015 : maire de Mouans-Sartoux (réélu en 1977, 1983, 1989, 1995, 2001, 2008,2014)
- 1992-1995 : conseiller régional Provence-Alpes-Côte d'Azur
- 2001-2010 : conseiller communautaire et vice-président de la communauté d'agglomération Pôle Azur Provence (réélu en 2008)
- 2004-2015 : conseiller régional Provence-Alpes-Côte d'Azur (réélu en 2010)
- 2014-2015 : conseiller communautaire et vice-président de la Communauté d'agglomération du Pays de Grasse

### Mandats nationaux
- 1997-2002 : député de la 9e circonscription des Alpes-Maritimes

## Publications
- La France toxique aux éditions La Découverte (1999)  (ISBN 2-7071-3067-2)
- Alerte sur les portables aux éditions Mango (2001) cosigné avec Daniel Cattelain
- Silence, on intoxique ! aux éditions La Découverte (2005) cosigné avec Roger Lenglet
- Mon combat contre les empoisonneurs aux éditions La Découverte (2010) cosigné avec Roger Lenglet
- Propositions pour un renforcement de la sécurité sanitaire environnementale : rapport au Premier ministre avec Odette Grzegrzulka (1999) [à lire ici : http://www.ladocumentationfrancaise.fr/rapports-publics/994001436/index.shtml].

## Distinctions
Les distinctions reçues par André Aschieri sont :
| Décoration                                     | Ruban | Observations                                                                                   |
| ---------------------------------------------- | ----- | ---------------------------------------------------------------------------------------------- |
| Médaille d'argent de la jeunesse et des sports |       | Le 14 juillet 1982.                                                                            |
| Chevalier de l'ordre national du Mérite        |       | Le 10 août 1985.                                                                               |
| Chevalier de la Légion d'honneur               |       | Nommé chevalier le 15 avril 1990.                                                              |
| Commandeur de l'ordre des Arts et des Lettres  |       | Remis le 15 avril 2012 par Frédéric Mitterrand, ministre de la Culture et de la Communication. |
| Officier de la Légion d'honneur                |       | Promu officier le 1er janvier 2013.                                                            |